# Bystřice (ort i Tjeckien, lat 49,64, long 18,72)
Bystřice är en ort i Tjeckien. Den ligger i den östra delen av landet, 300 km öster om huvudstaden Prag. Bystřice ligger 351 meter över havet och antalet invånare är 5 076.
Terrängen runt Bystřice är kuperad åt sydost, men åt nordväst är den platt. Bystřice ligger nere i en dal.Runt Bystřice är det tätbefolkat, med 369 invånare per kvadratkilometer. Närmaste större samhälle är Třinec, 5,8 km nordväst om Bystřice. Omgivningarna runt Bystřice är en mosaik av jordbruksmark och naturlig växtlighet.